# ユナイテッド・ステーツ (客船)
ユナイテッド・ステーツ(SS United states)は、ユナイテッド・ステーツ・ライン(英語版)(USL)が運行していた客船。
就役後、本船はUSLのフラッグシップをつとめることとなった。また、本船がブルーリボン賞を受賞したことにより、これまでヨーロッパの船舶が独占していたブルーリボンを10年ぶりに更新することとなった。本船の記録は1990年に東回り航路を塗り替えられたが、西回り航路の記録は未だに保持している。
ユナイテッド・ステーツは同船を所有していたユナイテッド・ステーツ・ラインが貨物輸送専業となった事により1969年に営業を停止、1996年から2025年までフィラデルフィアのドックに係留された後、フロリダ州沖での人工魚礁としての活用が計画されている。

## 船歴

### 建造
1939年9月に勃発した第二次世界大戦中、イギリスの客船クイーン・メリーとクイーン・エリザベスはイギリス海軍に徴用され、数百人から数千人の兵士をイギリス連邦諸国やアメリカ合衆国との間を輸送するとともに、軍事物資の運送に当たっていた。1941年12月に連合国の1国としてイギリスの後を追って参戦したアメリカ政府は、これらのイギリスの徴用客船で大型高速客船の有用性を認識し、多数の兵士を輸送可能な船舶を建造することを決定した。
設計はフレッチャー級駆逐艦やリバティ船やUSLの客船「アメリカ」など数々のアメリカ船舶を手がけてきた著名な技師のウィリアム・フランシス・ギブス（William Francis Gibbs）に依頼し、建造はアメリカ海軍とUSLの共同で行うこととなった。この船舶の建造費7,800万ドルのうち5,000万ドルをアメリカ政府が援助し、残りの2,800万ドルをUSLが負担することとなった。さらにこの船舶は容易に輸送艦に改装でき、15,000名の兵士を輸送できるように設計され、必要に応じて病院船に転用することも可能であった。
1945年8月に第二次世界大戦は終結したものの、ユナイテッド・ステーツは1950年-1952年にかけて、ニューポート・ニューズ造船所（現ノースロップ・グラマン・ニューポート・ニューズ）の乾ドックで建造された。朝鮮戦争が行われている最中の上に、冷戦に突入していた状況であることもあり、有事の際には軍艦として徴用される計画があったため、ユナイテッド・ステーツは攻撃を受けても沈みづらい海軍仕様で建造された。
また、火災の被害を最小限に抑えるため、内装や調度品には木製の部品が一切使用されておらず、船内の設備や家具類にはガラスや金属など、耐火性に優れた材料が使用され、客室の洋服ハンガーまでアルミニウム合金製を用いた。また合成繊維ダイネルやアスベストを含む発泡板等の新素材も用い、これにより本船は海軍の耐火基準を満たすことができた。木製だったのはビルジキールとギャレーの一部、ラウンジに置かれた不燃加工を施したマホガニー材を用いたグランドピアノのみとなった。
船体のほとんどをアルミ合金で作られており、鋼鉄の下層部とアルミの上層部を接合するために特殊な技術が使われた。また、アルミを使用したことで大幅な軽量化にも成功した。ユナイテッド・ステーツはパナマ運河を通過できるパナマックスであったが、船体の幅が105フィート（32m）であったため、運河の通過時には壁との隙間が2フィート（0.6m）しかなかった。
ユナイテッド・ステーツは当時最も馬力のあるエンジンを積んでいたため、後進の速度が20ノット（37.04 km/h）を超え、航続距離が10,000マイル（18,520km）に伸びた。

### 就航
1952年7月4日、本船はアメリカ側の灯台船アンブローズ（Lightship Ambrose）を起点にイギリス側のビショップ・ロックの間を3日10時間40分、平均速力35.59ノット（約65.91 km/h）で横断し、14年前のクイーン・メリーの記録を10時間以上上回った。また復路（西回り航路にあたる）では、3日12時間12分、平均速力34.51ノット（約63.91 km/h）という記録を打ちたて、西回り・東回り航路両方のブルーリボン賞を獲得し、就役後も巡航速力30ノット（約55.56 km/h）を17年間維持した。この記録から本船は「キュナード・ラインのクイーン・メリーとクイーン・エリザベスのライバルにふさわしい船舶だ」と評価された。
しかし本船の最高速力については故意に誇張され、何年間もそれが信じられてきてしまったという問題がある。速力のテストが終了した後の記者会見で、エンジニアたちは、本船の最高速力はを（実際ではありえない）43ノット（約79.63 km/h）であると発表し、1977年に実際の速力が38.32ノット（約70.93 km/h）であるということが発表されるまで信じられてきてしまった。一般的に、プレーニングの無い排水型の船では、単胴の船体と通常のプロペラ（スクリュー）の組み合わせの場合、40ノット付近が限界速度といわれており、これを超える高速船には特別な工夫が施されている。

### 退役
1940年代後半には、ダグラス DC-6やロッキード コンステレーションなどの大型旅客機が大西洋横断路線に就航し、さらに1958年には、大型ジェット旅客機のボーイング707が就航しロンドン-ニューヨーク間を6時間程度で結ぶとともに、運賃も低下したことにより、1960年代に入りユナイテッド・ステーツをはじめとする大西洋横断定期船の乗客は急激に減り、後に北大西洋航路横断の定期運航は停止されてしまうことになった。
1969年に定期点検を受けた際、所有する海運企業が本船の営業停止を決定させ、しばらくの間ニューポート・ニューズに係留されていた。数年後にはノーフォークに移動させられ、以降複数の船主の手に渡ることとなる。最初はタイムシェア形式で売却され、オークションを経て連邦海事局に渡った。当時はベトナム戦争が行われていた上に、ユナイテッド・ステーツは有事の際には軍艦として改装できるように設計されていたため、輸送船や病院船への転用の計画があったが、結局実現することはなかった。
1984年に船の家具類が売却され、ノースカロライナ州のレストランにおさまった（現在、家具類は同店のレストラン・バー・ラウンジルームのテーブルや椅子として使用中）。1992年には新しい船主の手にわたり、トルコやウクライナに曳航されたのち、アスベスト除去を行った。最終的にはフィラデルフィアのデラウェア河畔に移され、1996年以来ここに係留されている。ユナイテッド・ステーツはペンシルベニア州州間高速道路95や、コロンバス通りに面した店イケアから臨むことができる。またマンガン青銅製のスクリュープロペラはニューヨークのピア76地区やアメリカ商船博物館等に展示されている。
ブルーリボン賞についても、東回り航路は1990年にホバースピード・グレートブリテンに奪われたが、西回り航路での記録は未だに保持している。
1999年には、本船の保存に携わっていたユナイテッド・ステーツ財団とユナイテッド・ステーツ協会の働きかけにより、国定歴史建造物に指定されている。2003年には大手クルーズ企業の一つ、ノルウェージャン・クルーズラインが同船買収・取得した。同社では何度かクルーズ船への現役復帰を計画したが、船体内部に大量に使用されているアスベストの処理の問題や復帰に伴う各種機関修復の困難さ、同社の財務状況などの要因から実現には至っていない。2009年には、NCLは同船の売却を検討していると伝えられた。その後同年以降は設計を担当したギブスの孫娘にあたるスーザン・ギブスが代表を務める保存団体「SS United States Conservancy」（SSUSC）が管理し救済資金を集める状況となっている。

2016年2月にはクリスタル・クルーズが本船の購入計画を発表し、伝統を引き継ぎながら最新技術を盛り込んだ改装を施しての再就航計画としたが、同年8月に現在の安全基準に対応するための大幅な改造の必要性を理由に購入を断念し、クリスタルクルーズはSSUSCに35万ドルの寄付を行うとした。
2017年5月からは、SSUSCが博物館や複合施設への改修を図るべく「We are the United States」キャンペーンを開始し50万ドルを目標に資金調達を行っている。
2018年12月には、ニューヨークで不動産投資を手掛けるRXRリアルティ(RXR Realty)がマンハッタン57番埠頭（Pier_57）に係留した上でホテルやイベントスペースとしての再利用に向けた調査をSSUSCに依頼したことが報じられている。
2022年には、停泊地のフィラデルフィア港82番埠頭を保有するペン・ウェアハウジング社が係留料金を1日850ドルから1700ドルへ値上げし16万ドルの滞納係留料の支払いと保存団体との契約解除を表明、長期の停泊による埠頭の損傷や保存団体SSUSCが損害賠償の補償に応じなかったことを理由として挙げた。一方保存団体は2011年に埠頭会社と締結した合意に反するほか埠頭の高収益化を目論む違法な立ち退きとして非難し、ペン・ウェアハウジング・SSUSC両者が互いに起訴。米連邦裁判所での民事裁判は2024年1月に行われ6月に結審しペン・ウェアハウジング側の値上げ分請求を却下する一方2011年の合意は期間が定められていなかったことから合理的通知があればどちらの当事者も自由に解約できると判断し、9月12日までの90日以内の船の撤去が言い渡された。その後SSUSCは船舶の移動費として50万ドルの資金募集を表明、また調査や曳航や手続きの準備や受入先の必要性を考慮し撤去期限までの移動が困難であることを表明している。

### 魚礁への転用
2024年8月30日にはフロリダ州オカルーサ郡が本船を100万ドルで購入しデスティン沖に沈め世界最大級の人工魚礁として活用する計画を発表、米海軍空母「オリスカニー」を用いた漁礁と合わせて観光客を誘致する目論見とした。SSUSCによる維持が困難な場合に購入が成立する条件付き契約とされたが、9月12日の立退き期限日にSSUSCが売却についての違法性を告発しペン・ウェアハウジングがオカルーサ郡との最初の合意を拒否した後本船を差し押さえた上で慈善団体と郡から数百万ドルを違法に請求したと主張する内容でSSUSCは起訴し立退き期限の延長を要求。再度の起訴により立退き期限は一時的に延長され、ペン・ウェアハウジングは立退き期限を超過したことを理由として売却額を300万ドル追加したと弁明、またオカルーサ郡にも責任があるとし売却の是非については裁判所の監督下にあり、またペン・ウェアハウジングは82番埠頭の地元経済の支援への活用を目的とした本船の撤去を求めた。
その後10月には裁判所の監督の元オカルーサ郡は正式に本船の購入契約を成立し、12日に引き渡し式を実施。9月24日に1010万ドルの予算措置が決議され、アラバマ州モービルにて準備工事を行い、1年半の工期が見積もられ沿岸の陸上にレーダーマストや煙突を配置し船内を再現した展示を備えた博物館の建設を計画 。
2025年2月19日にはフィラデルフィアからの曳航を開始し、3月3日にモービルに到着し塗料や配線などの除去を行う。

## ギャラリー

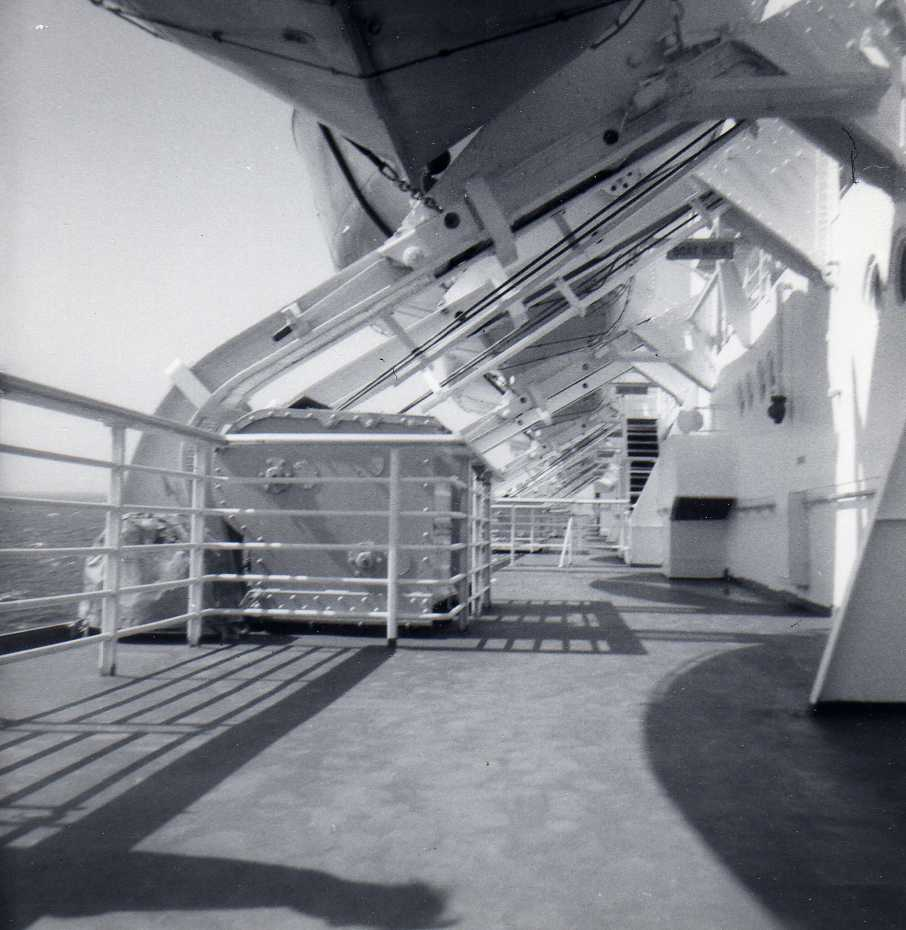
上甲板のサンデッキ 1964年、東回り航路の航海にて
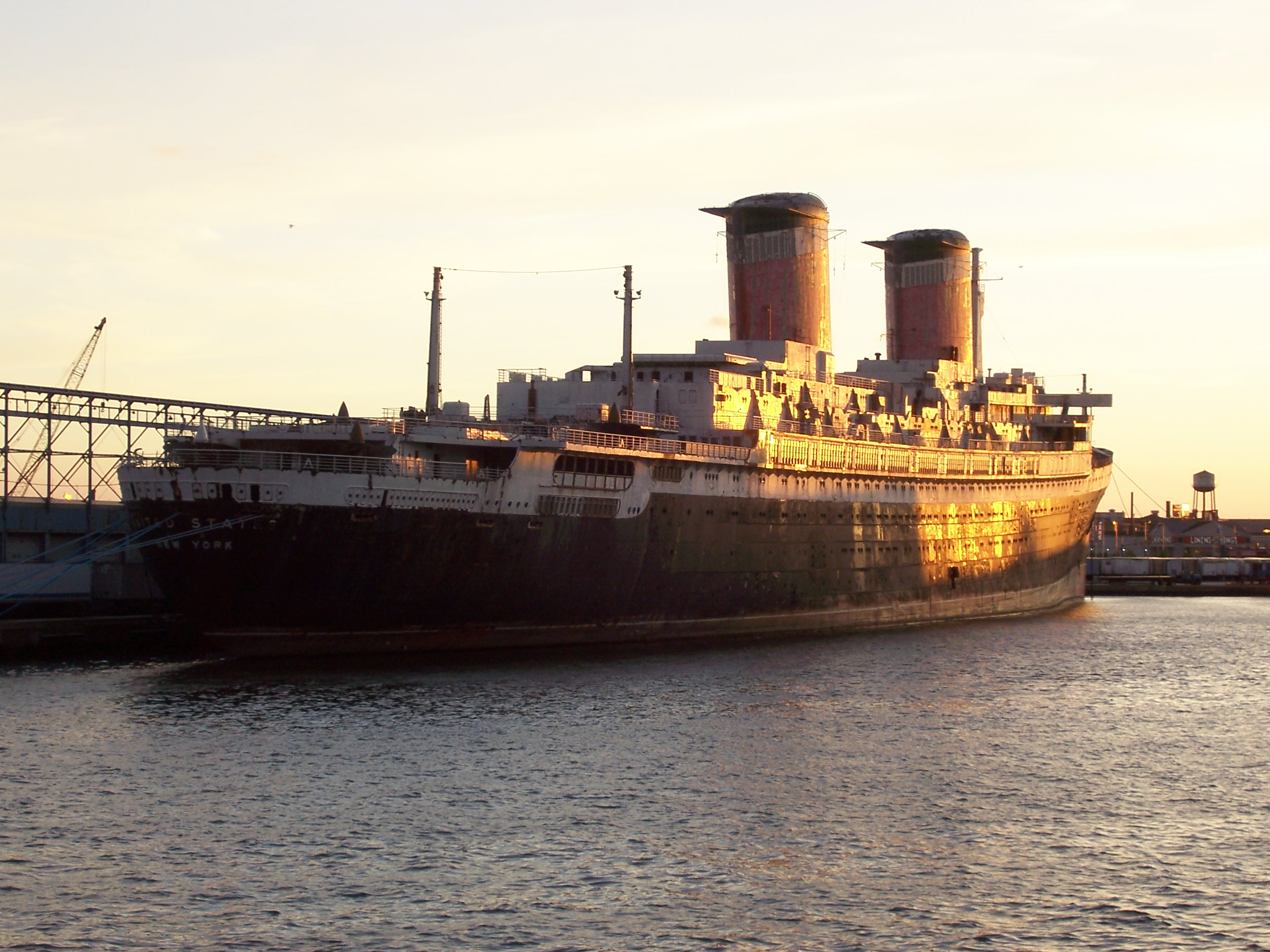
係留中のユナイテッド・ステーツ（フィラデルフィアにて）
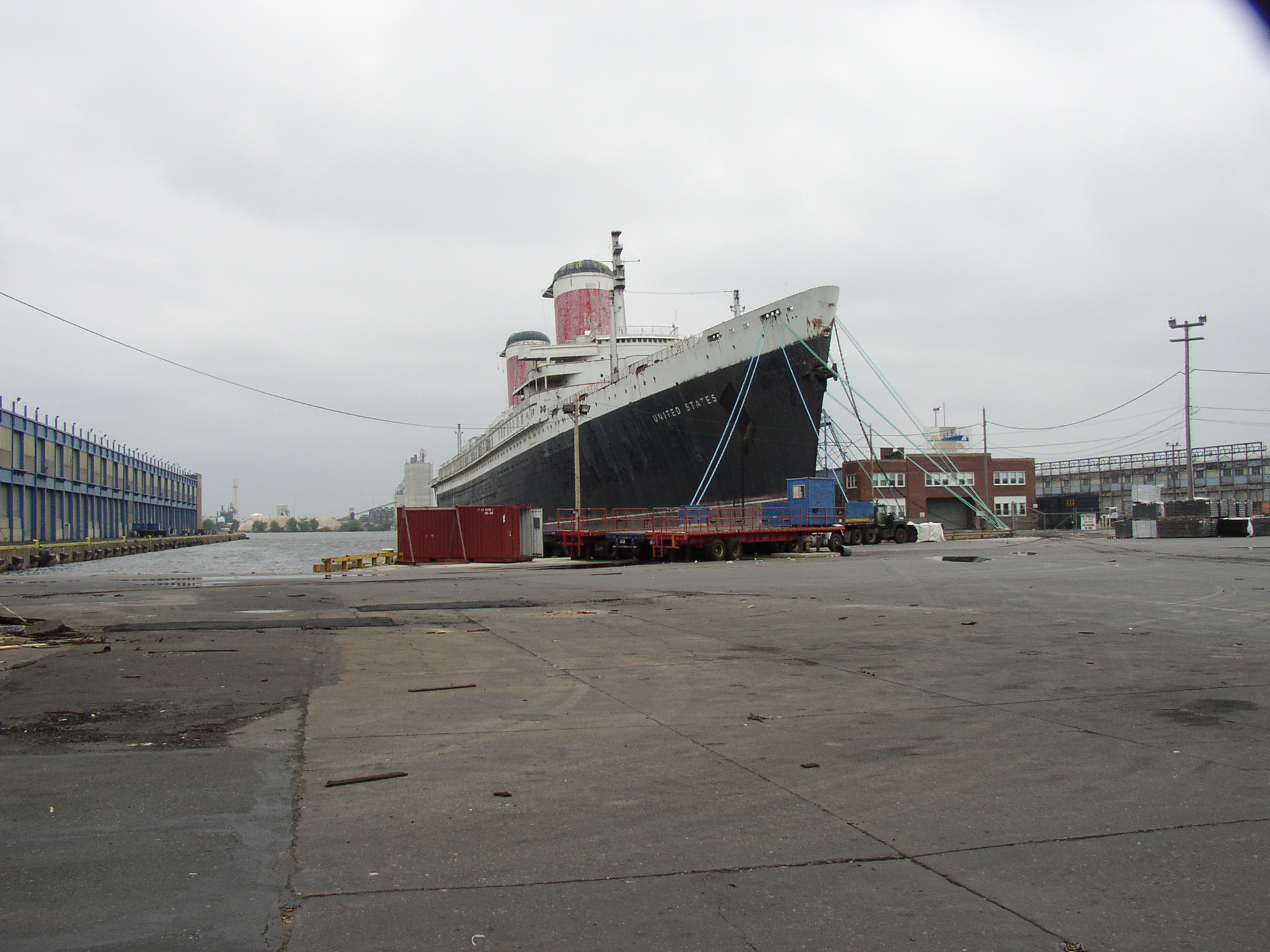
コロンバス通りから撮影された係留中のユナイテッド・ステーツ
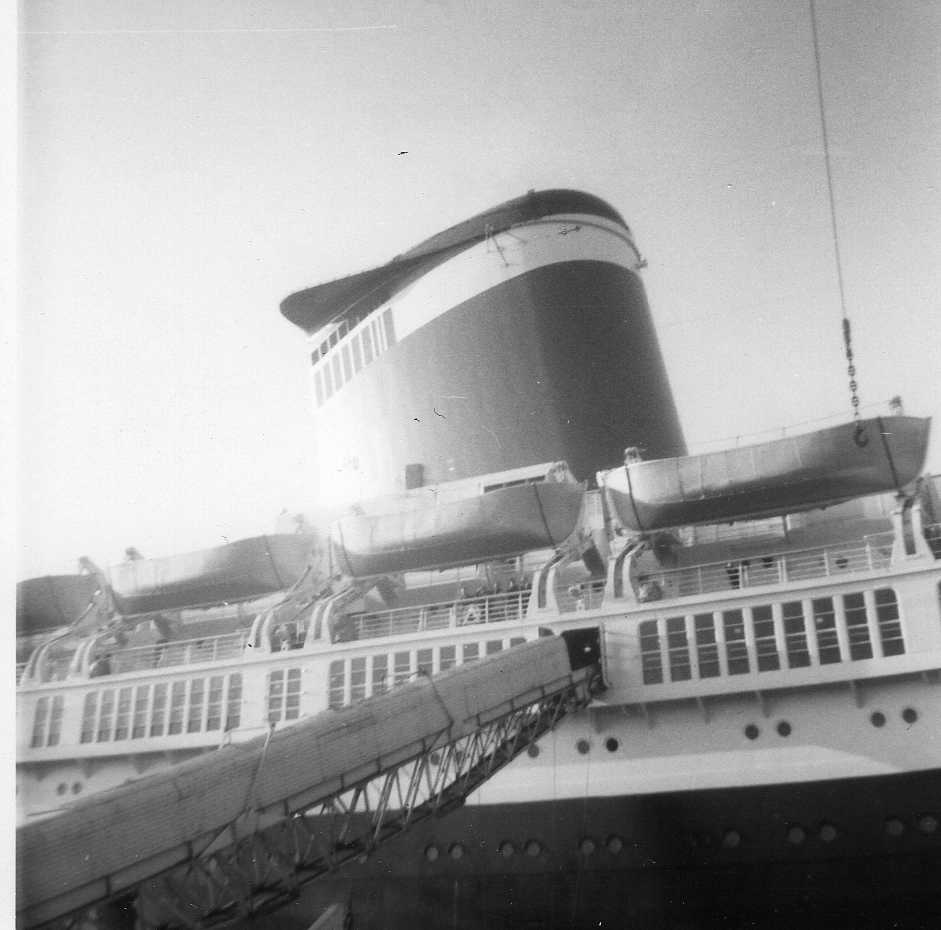
昇降口
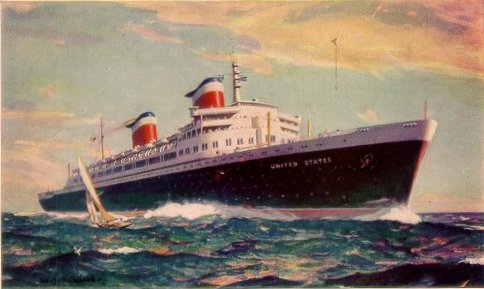
ユナイテッド・ステーツのポストカード
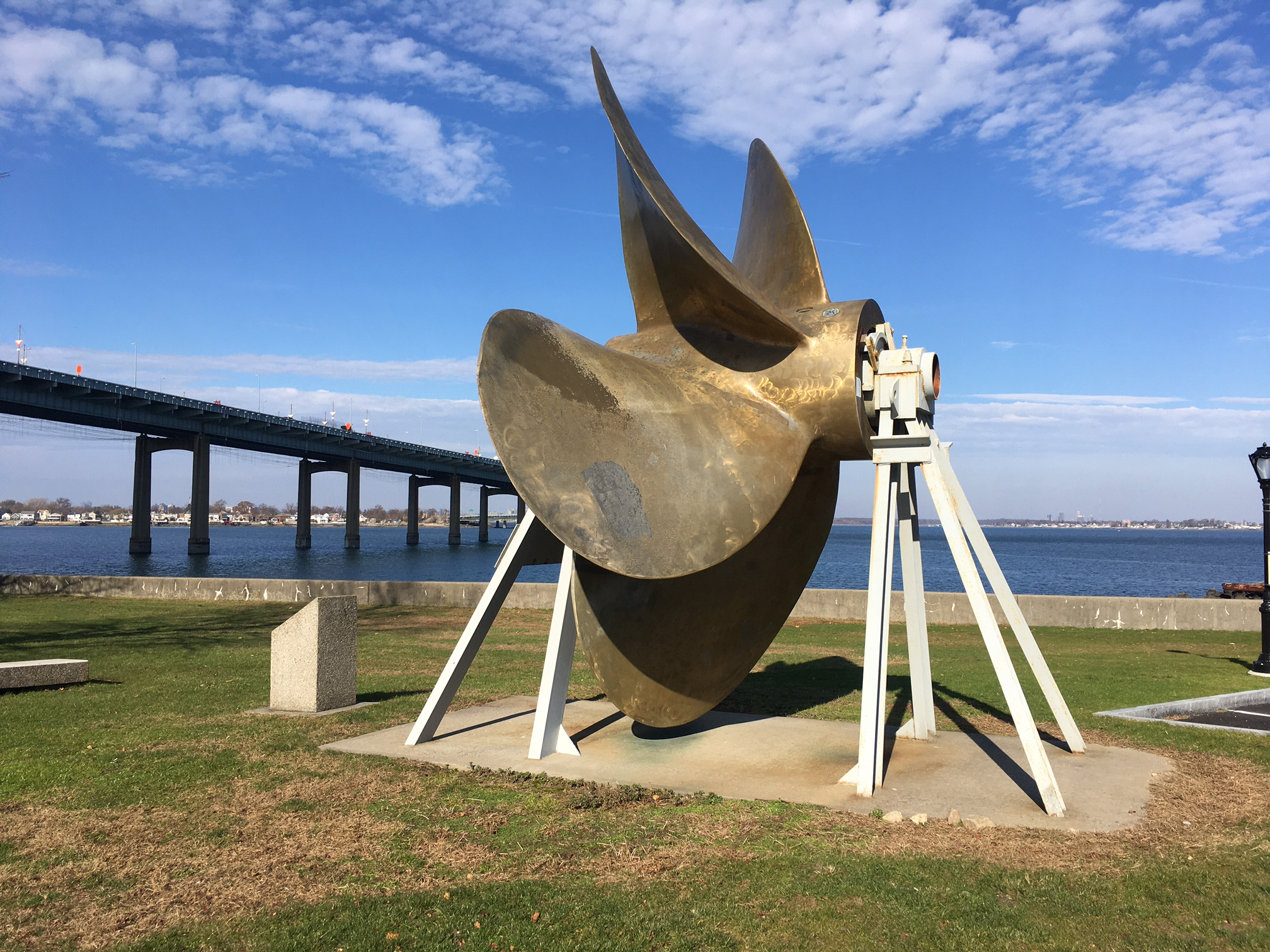
スロッグスネック橋近傍に保存されたスクリュープロペラ
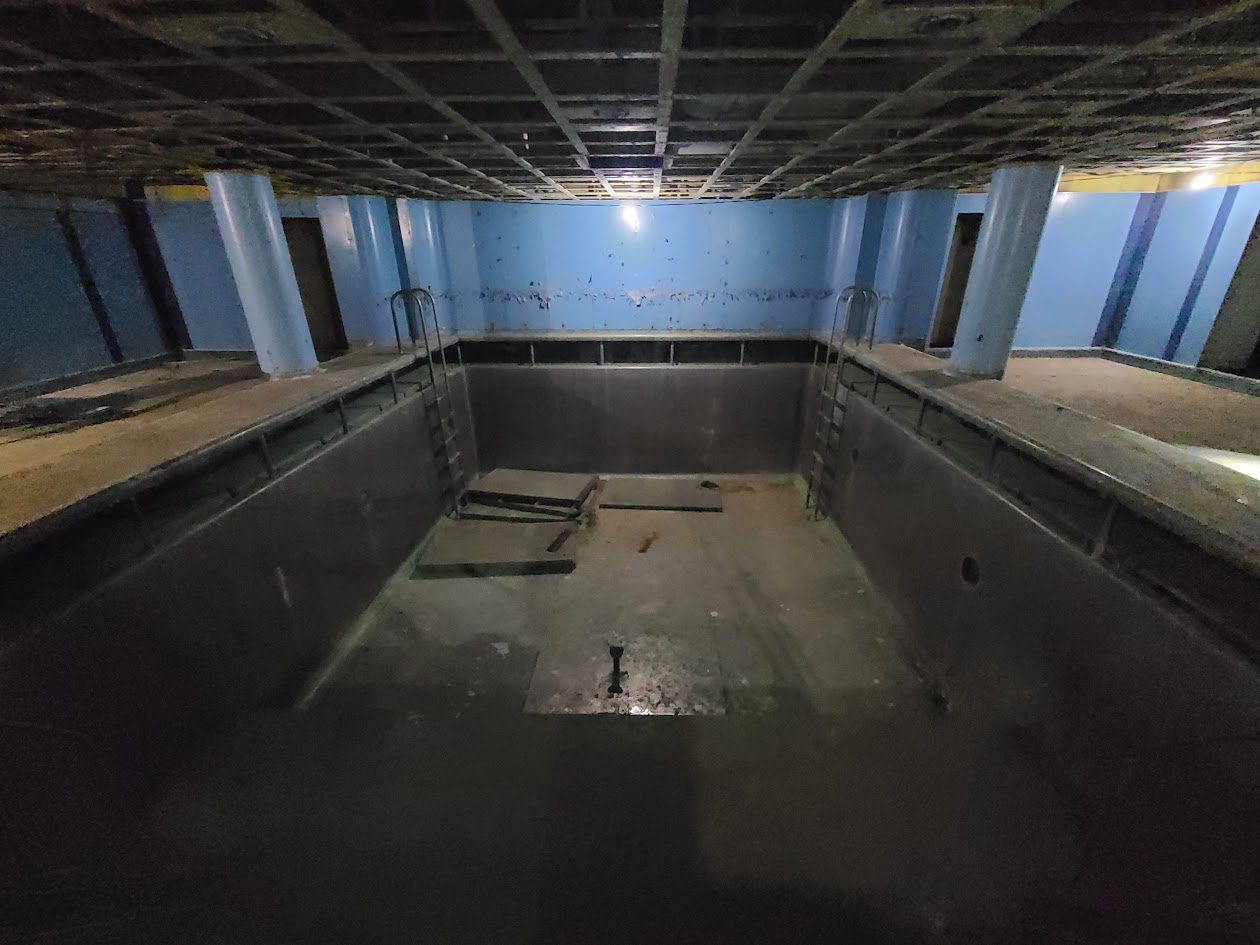
屋内プール（2024年）
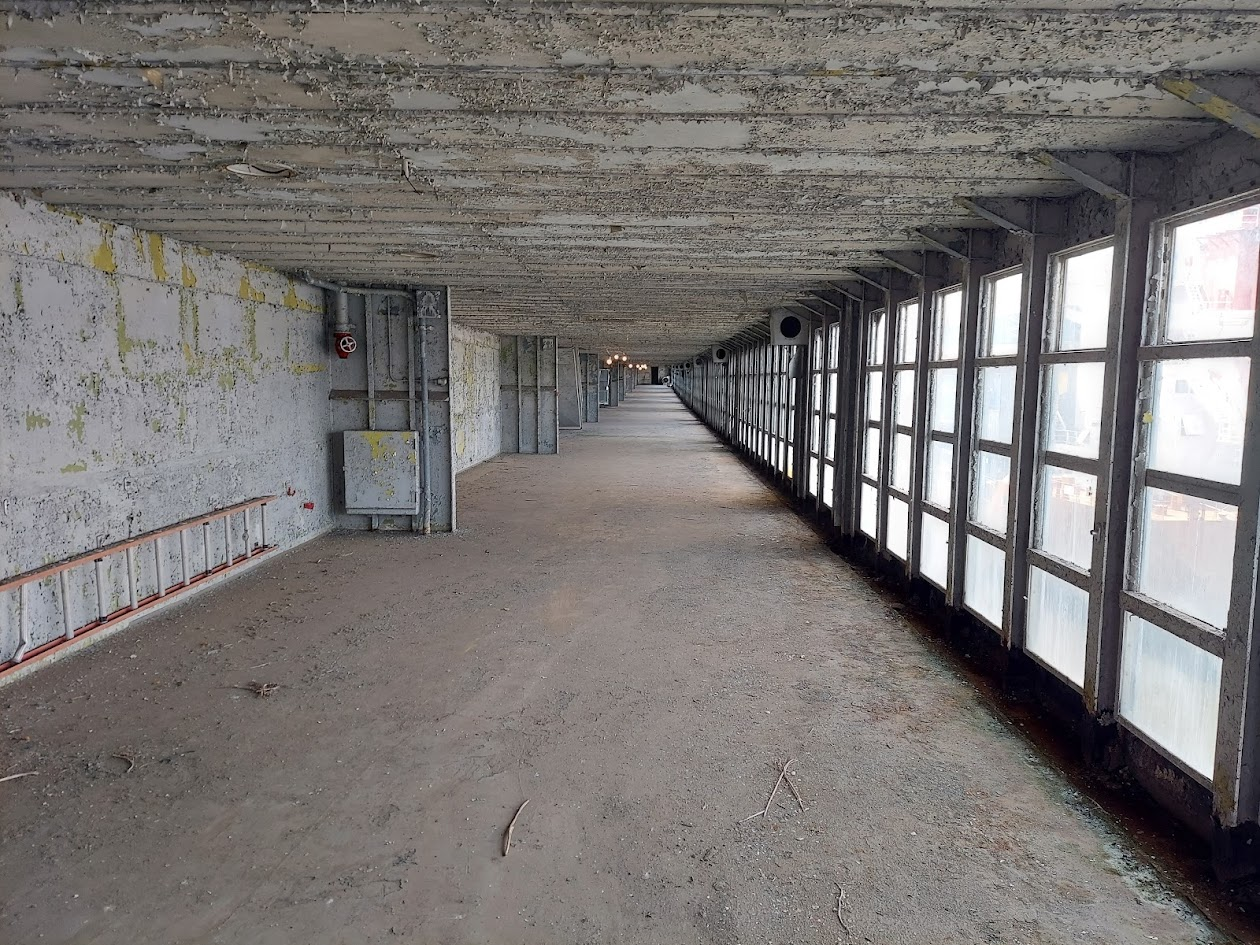
屋内1等プロムナード（2024年）
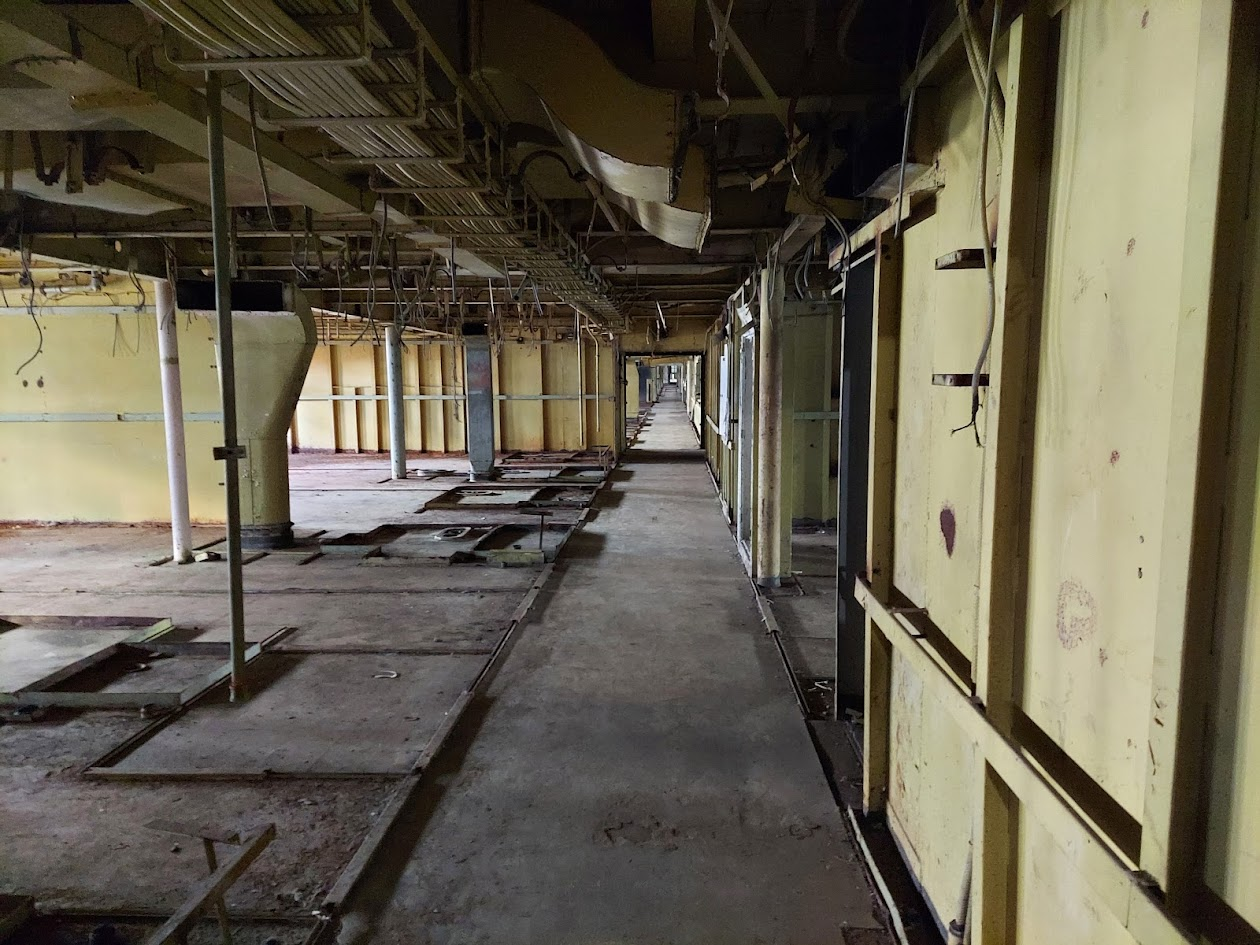
1等船室跡と廊下（2024年）
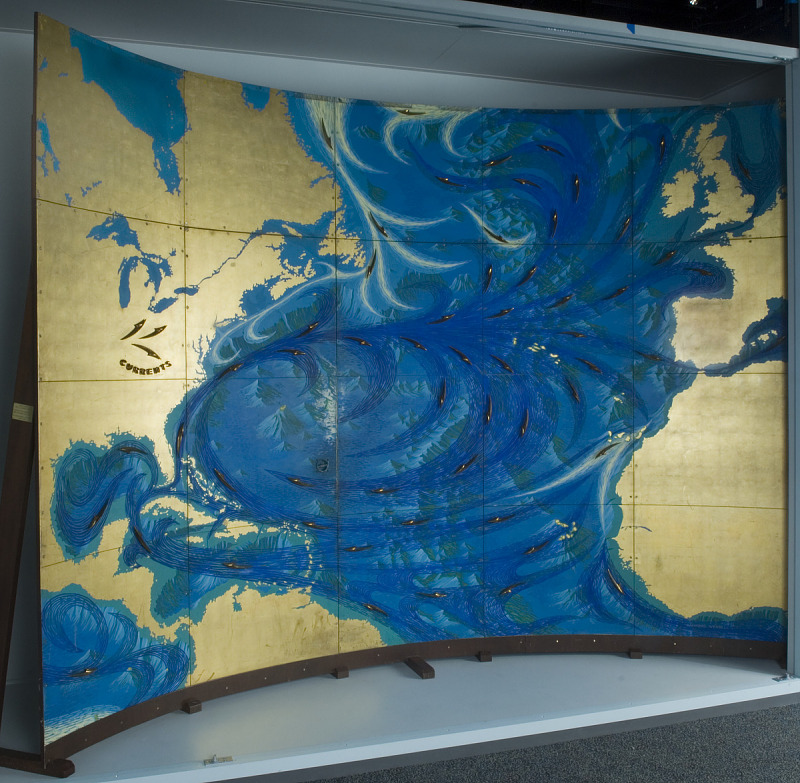
国立アメリカ歴史博物館所蔵の船内壁画「The Currents」